# الشهیب
الشهیب (به عربی: الشهیب) یک روستا در سوریه است که در ناحیه صبوره واقع شده‌است. الشهیب ۵۶۷ نفر جمعیت دارد.